# Ribes lehmannii
Ribes lehmannii är en ripsväxtart som beskrevs av Eduard von Glinka Janczewski. Ribes lehmannii ingår i släktet ripsar, och familjen ripsväxter. Inga underarter finns listade i Catalogue of Life.